# Phân cấp hành chính Hàn Quốc

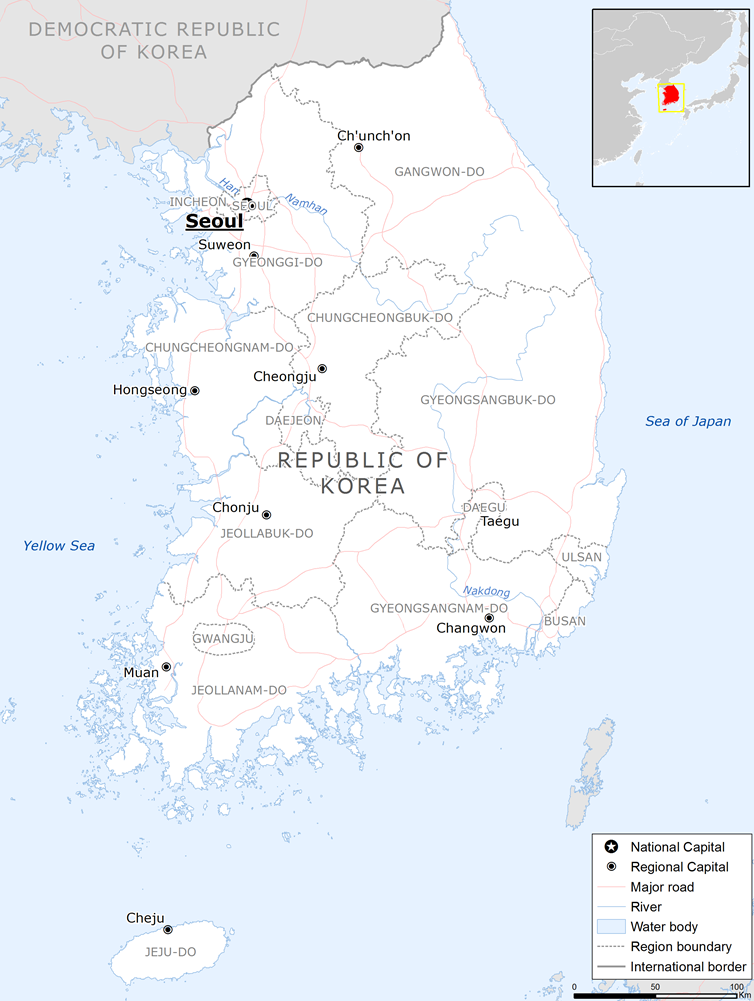
Bản đồ các đơn vị hành chính của Hàn Quốc

Bản đồ phân loại các thành phố ở Hàn Quốc

Hàn Quốc được chia thành 7 tỉnh (tiếng Hàn: 도/ 道 (đạo)/ do), 2 tỉnh tự trị đặc biệt (tiếng Hàn: 특별자치도/ 特別自治道 (đặc biệt tự trị đạo)/ teukbyeol jachido), 6 thành phố đô thị (tiếng Hàn: 광역시/ 廣域市 (quảng vực thị)/ gwangyeoksi), và 1 thành phố đặc biệt (tiếng Hàn: 특별시/ 特別市 (đặc biệt thị)/ teukbyeolsi). Chúng được chia thành nhiều đơn vị nhỏ, bao gồm thành phố (tiếng Hàn: 시/ 市 (thị)/ si), huyện (tiếng Hàn: 군/ 郡 (quận)/ gun), quận (tiếng Hàn: 구/ 區 (khu)/ gu), thị trấn (tiếng Hàn: 읍/ 邑 (ấp)/ eup), ấp (tiếng Hàn: 면/ 面 (diện)/ myeon), phường (tiếng Hàn: 동/ 洞 (động)/ dong) và làng (tiếng Hàn: 리/ 里 (lý)/ ri), được giải thích bên dưới.
Lưu ý về bản dịch: mặc dù thuật ngữ "thành phố đặc biệt", "thành phố đô thị", "tỉnh", và "thành phố" được phổ biến trong các trang chính phủ ngôn ngữ tiếng Anh, bản dịch khác; "huyện", "thị trấn", "quận",... Không được dịch chính thức, và nhằm mục đích phục vụ cho minh họa về ý nghĩa của mỗi thực thể.

## Chính quyền địa phương
| Địa phương tự trị tuyến trên (광역지방자치단체) | Địa phương tự trị tuyến dưới (기초지방자치단체)       | Khu vực phi tự trị (비자치구역) | Khu vực phi tự trị (비자치구역)                  | Khu vực phi tự trị (비자치구역)      | Khu vực phi tự trị (비자치구역) |
| ----------------------------------------------- | ----------------------------------------------------- | ------------------------------- | ------------------------------------------------ | ------------------------------------ | ------------------------------- |
| Thành phố đặc biệt (특별시)                     | Quận tự trị (자치구)                                  | —                               | Phường hành chính (행정동)                       | Làng đô thị (통)                     | Thôn (반)                       |
| Thành phố đô thị (광역시)                       | Quận tự trị, Huyện (자치구, 군)                       | —                               | Thị trấn, Xã, Phường hành chính (읍, 면, 행정동) | Làng nông thôn (리)                  | Thôn (반)                       |
| Thành phố tự trị đặc biệt (특별자치시)          | —                                                     | —                               | Thị trấn, Xã, Phường hành chính (읍, 면, 행정동) | Làng nông thôn, Làng đô thị (리, 통) | Thôn (반)                       |
| Tỉnh (도)                                       | Thành phố tự trị, Thành phố đặc biệt (자치시, 특례시) | Quận không tự trị (일반구)      | Thị trấn, Xã, Phường hành chính (읍, 면, 행정동) | Làng nông thôn, Làng đô thị (리, 통) | Thôn (반)                       |
| Tỉnh (도)                                       | Huyện (군)                                            | —                               | Thị trấn, Xã (읍, 면)                            | Làng nông thôn (리)                  | Thôn (반)                       |
| Tỉnh tự trị đặc biệt (특별자치도)               | Quận tự trị, Huyện (자치구, 군)                       | Thành phố hành chính (행정시)   | Thị trấn, Xã, Phường hành chính (읍, 면, 행정동) | Làng nông thôn, Làng đô thị (리, 통) | Thôn (반)                       |

## Cấp thứ nhất
Cấp thứ nhất gồm các loại đơn vị hành chính sau:
- Tỉnh (도; Hanja: 道; do; phiên âm Hán Việt: đạo): gồm 7 tỉnh là Chungcheong Bắc và Chungcheong Nam, Gyeonggi, Gyeongsang Bắc và Gyeongsang Nam, Jeolla Bắc và Jeolla Nam.
- Tỉnh tự trị đặc biệt (teukbyeol jachido; 특별자치도; 特別自治道; đặc biệt tự trị đạo): gồm 2 đơn vị, đó là Gangwon và Jeju.
- Thành phố lớn (광역시; 廣域市; gwangyeoksi, quảng vực thị): gồm 6 đơn vị là: Busan, Daegu, Incheon, Gwangju, Daejeon và Ulsan. Dưới Gwangju và Daejeon chỉ có một loại đơn vị hành chính là quận; còn dưới các tỉnh khác có cả hai loại đơn vị là quận và huyện.
- Thành phố đặc biệt (특별시; 特別市; teukbyeolsi; đặc biệt thị): duy nhất 1 đơn vị chính là Seoul. Thành phố này được chia ra thành các quận.

| Gangwon Seoul Incheon Gyeonggi N. · Chungcheong B. · Chungcheong Sejong Daejeon B. Gyeongsang Jeonbuk Daegu Ulsan Busan N. Gyeongsang Gwangju N. Jeolla Jeju B. Hamgyeong N. Hamgyeong B. Pyeongan N. Pyeongan Hwanghae Trung Quốc Nga Nhật BảnHoàng Hải Eo biển Triều Tiên · (Eo biển Busan) Eo biển Triều Tiên · (Eo biển Tsushima) Biển Nhật Bản · (Biển Đông) |            |                                  |                                  |                |                |            |                 |                                    |                |            |           |
| Mã số | Biểu tượng | Tên                              | Tên                              | Tên            | Tên            | Dân số     | Diện tích (km2) | Địa điểm văn phòng Tỉnh/ Thành phố | Thành phố (시) | Huyện (군) | Quận (구) |
| Mã số | Biểu tượng | Tên                              | Tên chính thức bằng tiếng Anh    | Hangul         | Hanja          | Dân số     | Diện tích (km2) | Địa điểm văn phòng Tỉnh/ Thành phố | Thành phố (시) | Huyện (군) | Quận (구) |
| KR-11 |            | Thành phố đặc biệt Seoul         | Seoul                            | 서울특별시     | 서울特別市     | 9,770,638  | 605.20          | Jung-gu                            | —              | —          | 25        |
| KR-26 |            | Thành phố đô thị Busan           | Busan                            | 부산광역시     | 釜山廣域市     | 3,436,230  | 769.89          | Yeonje-gu                          | —              | 1          | 15        |
| KR-27 |            | Thành phố đô thị Daegu           | Daegu                            | 대구광역시     | 大邱廣域市     | 2,458,138  | 883.57          | Jung-gu                            | —              | 1          | 7         |
| KR-28 |            | Thành phố đô thị Incheon         | Incheon                          | 인천광역시     | 仁川廣域市     | 2,956,063  | 1,062.60        | Namdong-gu                         | —              | 2          | 8         |
| KR-29 |            | Thành phố đô thị Gwangju         | Gwangju                          | 광주광역시     | 光州廣域市     | 1,459,208  | 501.24          | Seo-gu                             | —              | —          | 5         |
| KR-30 |            | Thành phố đô thị Daejeon         | Daejeon                          | 대전광역시     | 大田廣域市     | 1,487,605  | 539.35          | Seo-gu                             | —              | —          | 5         |
| KR-31 |            | Thành phố đô thị Ulsan           | Ulsan                            | 울산광역시     | 蔚山廣域市     | 1,153,735  | 1,060.79        | Nam-gu                             | —              | 1          | 4         |
| KR-50 |            | Thành phố tự trị đặc biệt Sejong | Thành phố tự trị đặc biệt Sejong | 세종특별자치시 | 世宗特別自治市 | 320,326    | 464.87          | Boram-dong                         | —              | —          | —         |
| KR-41 |            | Tỉnh Gyeonggi                    | Gyeonggi-do                      | 경기도         | 京畿道         | 13,104,696 | 10,183.46       | Suwon-si Uijeongbu-si              | 28             | 3          | (17)      |
| KR-43 |            | Tỉnh Chungcheong Bắc             | Chungcheongbuk-do                | 충청북도       | 忠淸北道       | 1,598,868  | 7,407.29        | Cheongju-si                        | 3              | 8          | (4)       |
| KR-44 |            | Tỉnh Chungcheong Nam             | Chungcheongnam-do                | 충청남도       | 忠淸南道       | 2,125,372  | 8,226.14        | Hongseong-gun                      | 8              | 7          | (2)       |
| KR-45 |            | Tỉnh Jeolla Bắc                  | Jeollabuk-do                     | 전라북도       | 全羅北道       | 1,832,227  | 8,069.05        | Jeonju-si                          | 6              | 8          | (2)       |
| KR-46 |            | Tỉnh Jeolla Nam                  | Jeollanam-do                     | 전라남도       | 全羅南道       | 1,875,862  | 12,318.79       | Muan-gun Suncheon-si               | 5              | 17         | —         |
| KR-47 |            | Tỉnh Gyeongsang Bắc              | Gyeongsangbuk-do                 | 경상북도       | 慶尙北道       | 2,671,587  | 19,031.42       | Andong-si, Yecheon-gun Pohang-si   | 10             | 13         | (2)       |
| KR-48 |            | Tỉnh Gyeongsang Nam              | Gyeongsangnam-do                 | 경상남도       | 慶尙南道       | 3,371,016  | 10,539.56       | Changwon-si Jinju-si               | 8              | 10         | (5)       |
| KR-42 |            | Tỉnh tự trị đặc biệt Gangwon     | Tỉnh tự trị đặc biệt Gangwon     | 강원특별자치도 | 江原特別自治道 | 1,540,445  | 16,875.03       | Chuncheon-si                       | 7              | 11         | —         |
| KR-49 |            | Tỉnh tự trị đặc biệt Jeju        | Tỉnh tự trị đặc biệt Jeju        | 제주특별자치도 | 濟州特別自治道 | 667,522    | 1,849.15        | Jeju-si                            | (2)            | —          | —         |
| Tổng cộng | Tổng cộng  | Tổng cộng                        | Tổng cộng                        | Tổng cộng      | Tổng cộng      | 51,829,538 | 100,387.4       | —                                  | 75             | 82         | 101       |

### Seoul

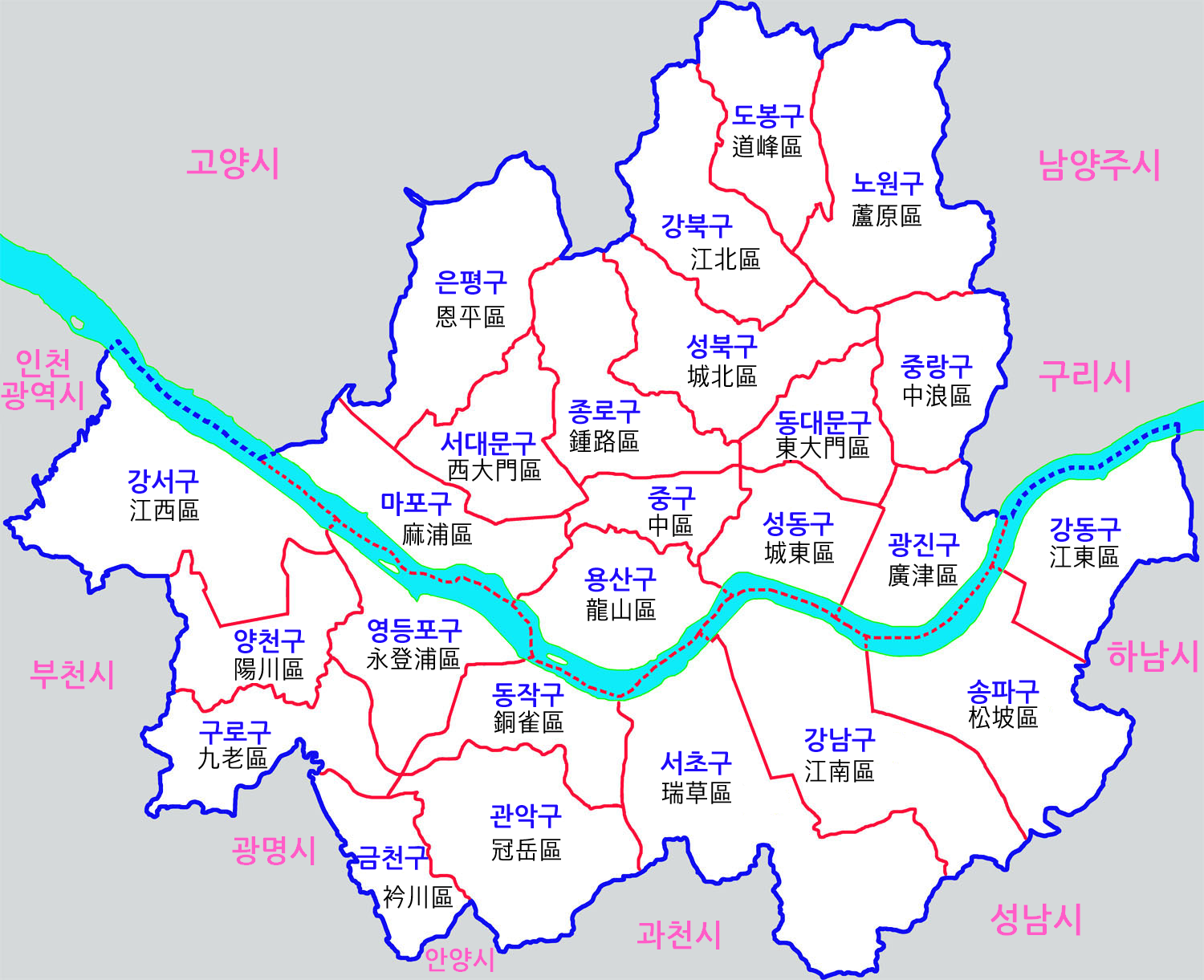

- Quận
  - Jongno-gu
  - Jung-gu
  - Yongsan-gu
  - Seongdong-gu
  - Gwangjin-gu
  - Dongdaemun-gu
  - Jungnang-gu
  - Seongbuk-gu
  - Gangbuk-gu
  - Dobong-gu
  - Nowon-gu
  - Eunpyeong-gu
  - Seodaemun-gu
  - Mapo-gu
  - Yangcheon-gu
  - Gangseo-gu
  - Guro-gu
  - Geumcheon-gu
  - Yeongdeungpo-gu
  - Dongjak-gu
  - Gwanak-gu
  - Seocho-gu
  - Gangnam-gu
  - Songpa-gu
  - Gangdong-gu

### Busan

- Quận
  - Jung-gu
  - Seo-gu
  - Dong-gu
  - Yeongdo-gu
  - Busanjin-gu
  - Dongnae-gu
  - Nam-gu
  - Buk-gu
  - Gangseo-gu
  - Haeundae-gu
  - Saha-gu
  - Geumjeong-gu
  - Yeonje-gu
  - Suyeong-gu
  - Sasang-gu

- Huyện
  - Gijang-gun

### Daegu

- Quận
  - Jung-gu
  - Dong-gu
  - Seo-gu
  - Nam-gu
  - Buk-gu
  - Suseong-gu
  - Dalseo-gu

- Huyện
  - Dalseong-gun

### Incheon

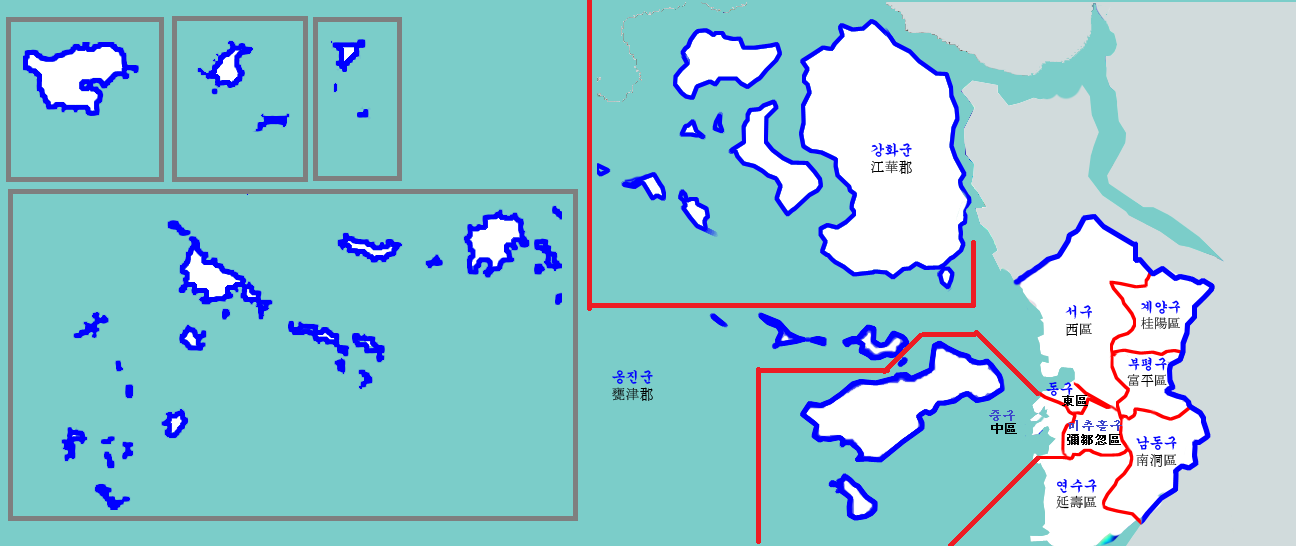

- Quận
  - Jung-gu
  - Dong-gu
  - Michuhol-gu
  - Yeonsu-gu
  - Namdong-gu
  - Bupyeong-gu
  - Gyeyang-gu
  - Seo-gu
- Huyện
  - Ganghwa-gun
  - Ongjin-gun

### Gwangju

- Quận
  - Dong-gu
  - Seo-gu
  - Nam-gu
  - Buk-gu
  - Gwangsan-gu

### Daejeon

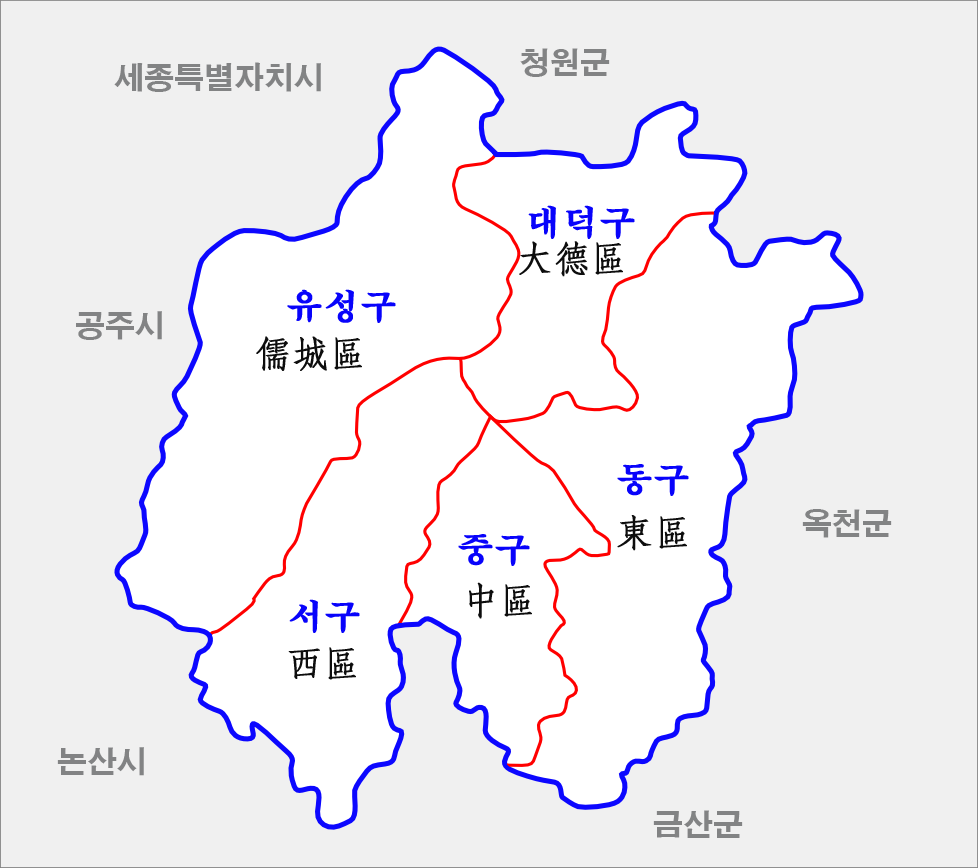

- Quận
  - Dong-gu
  - Jung-gu
  - Seo-gu
  - Yuseong-gu
  - Daedeok-gu

### Ulsan

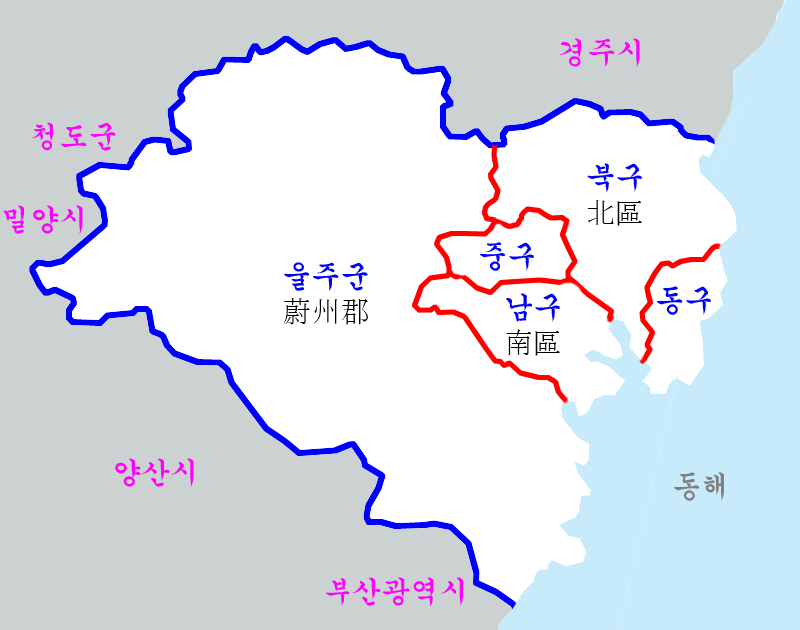

- Quận
  - Jung-gu
  - Nam-gu
  - Dong-gu
  - Buk-gu

- Huyện
  - Ulju-gun

### Sejong

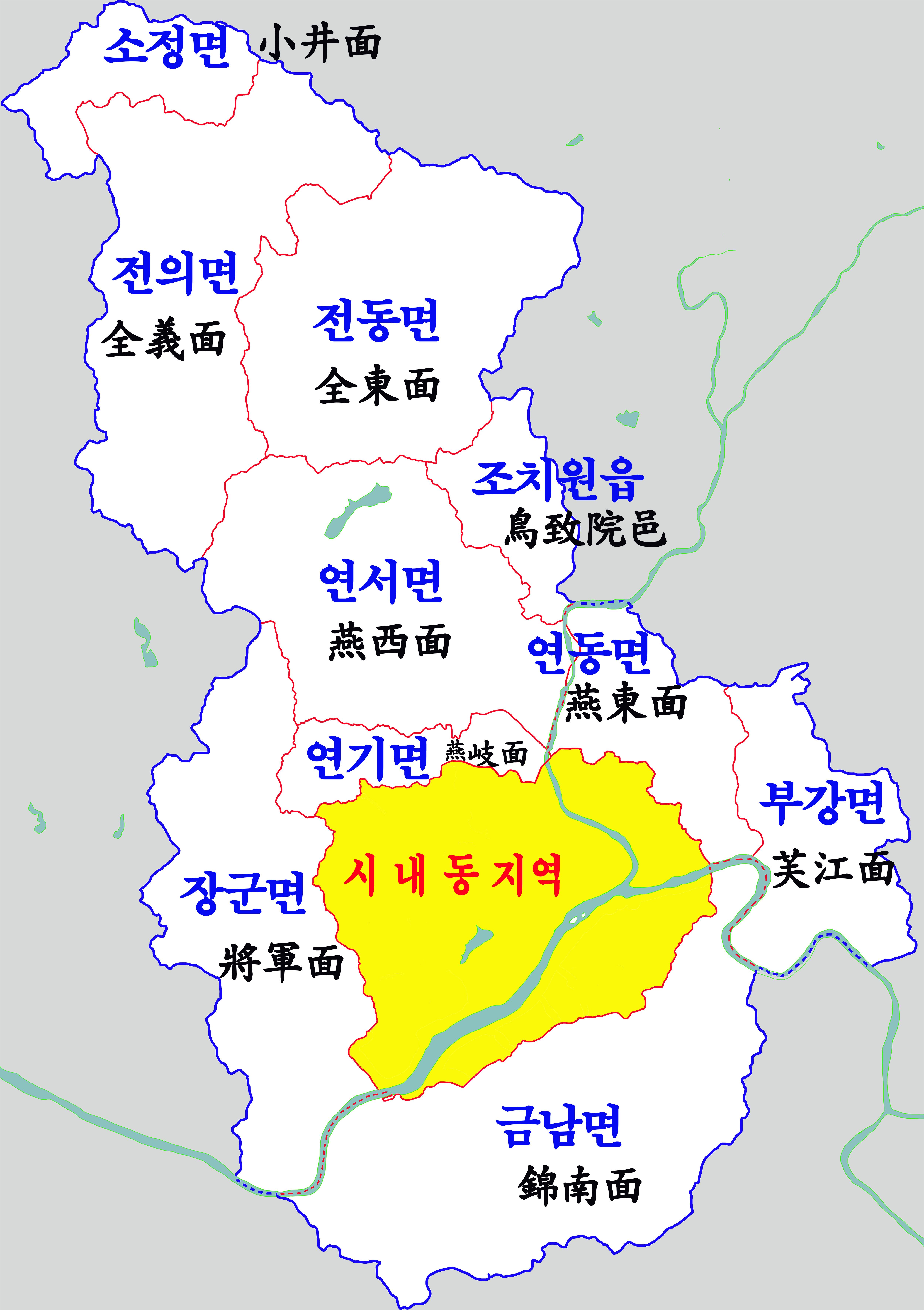

- Thành phố tự trị đặc biệt Sejong là một chính quyền đô thị một cấp không có chính quyền địa phương với tư cách là một quận hành chính phụ.

### Gyeonggi-do

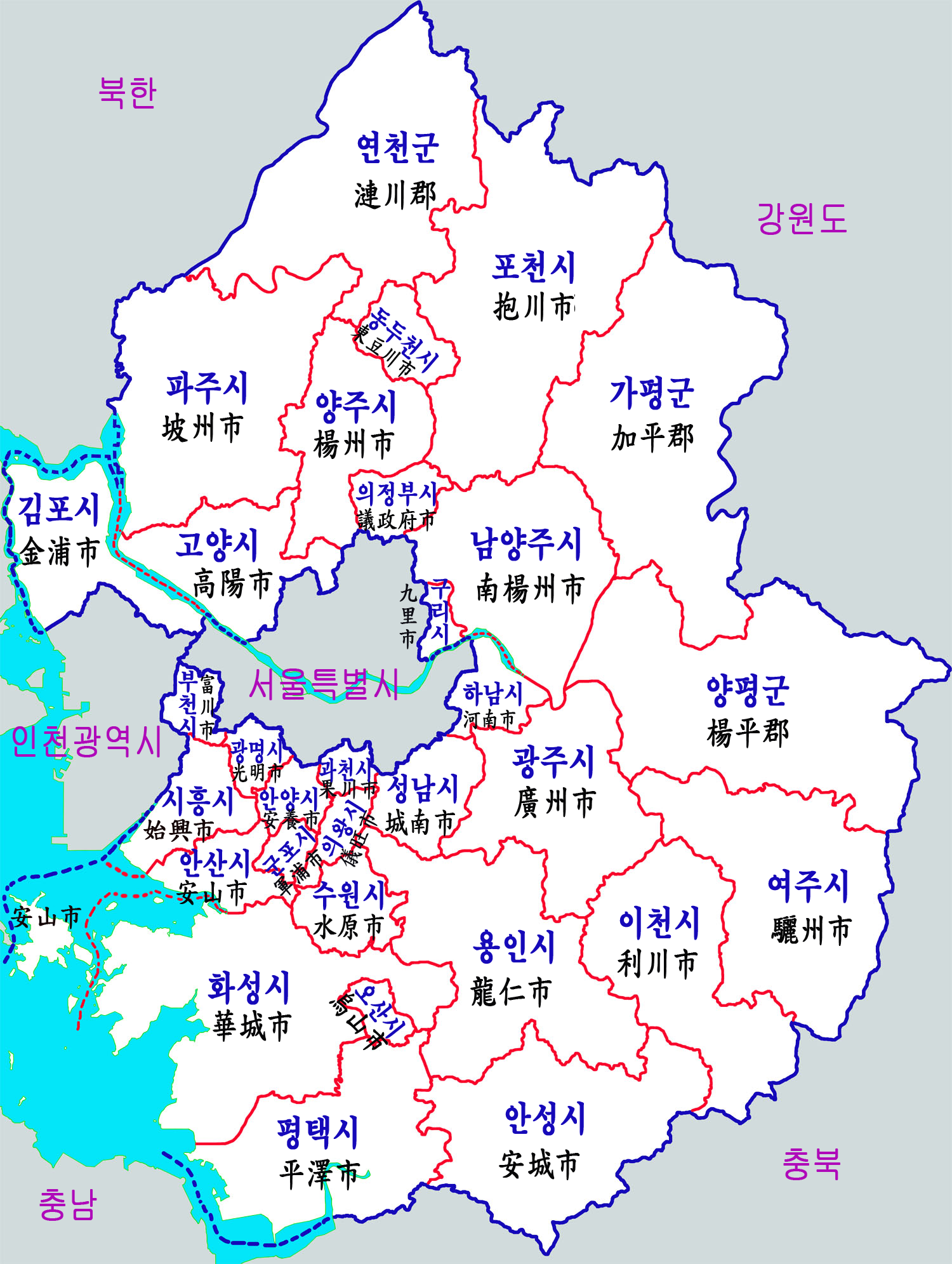

Gyeonggi-do chia 28 thành phố và 3 huyện thành các phần phía nam và phía bắc để quản lý tỉnh một cách hiệu quả. Hiện nay, Văn phòng tỉnh Gyeonggi đặt tại Suwon phụ trách phía nam tỉnh Gyeonggi và Văn phòng tỉnh Gyeonggi phía bắc đặt tại thành phố Uijeongbu phụ trách các nhiệm vụ hành chính khác nhau cho phía Bắc tỉnh Gyeonggi.
- Thành phố
  - Suwon-si
    - Jangan-gu
    - Gwonseon-gu
    - Paldal-gu
    - Yeongtong-gu

  - Seongnam-si
    - Sujeong-gu
    - Jungwon-gu
    - Bundang-gu

  - Uijeongbu-si
  - Anyang-si
    - Manan-gu
    - Dongan-gu

  - Bucheon-si
  - Gwangmyeong-si
  - Dongducheon-si
  - Pyeongtaek-si
  - Ansan-si
    - Sangnok-gu
    - Danwon-gu

  - Goyang-si
    - Deogyang-gu
    - Ilsandong-gu
    - Ilsanseo-gu

  - Gwacheon-si
  - Guri-si
  - Namyangju-si
  - Osan-si
  - Siheung-si
  - Gunpo-si
  - Uiwang-si
  - Hanam-si
  - Yongin-si
    - Cheoin-gu
    - Giheung-gu
    - Suji-gu

  - Paju-si
  - Icheon-si
  - Anseong-si
  - Gimpo-si
  - Hwaseong-si
  - Gwangju-si
  - Yangju-si
  - Pocheon-si
  - Yeoju-si

- Huyện
  - Yeoncheon-gun
  - Gapyeong-gun
  - Yangpyeong-gun

### Gangwon

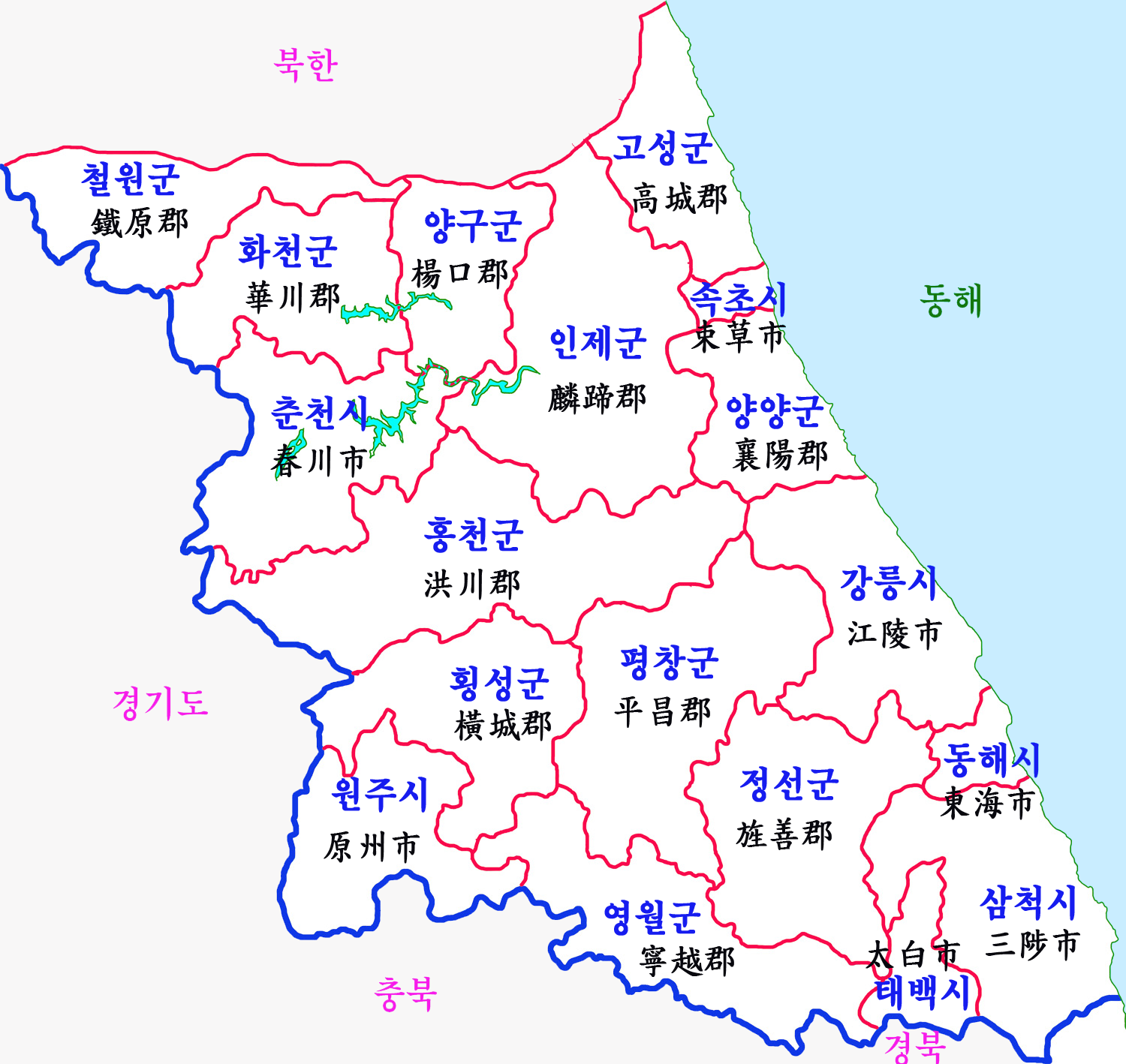

Trong trường hợp Tỉnh tự trị đặc biệt Gangwon, được thành lập vào ngày 11 tháng 6 năm 2023, không giống như Tỉnh tự trị đặc biệt Jeju, chỉ có một thành phố hành chính, quyền tự trị của chính quyền địa phương cơ bản (thành phố/quận) được duy trì như trước.
- Thành phố
  - Chuncheon-si
  - Wonju-si
  - Gangneung-si
  - Donghae-si
  - Taebaek-si
  - Sokcho-si
  - Samcheok-si

- Huyện
  - Hongcheon-gun
  - Hoengseong-gun
  - Yeongwol-gun
  - Pyeongchang-gun
  - Jeongseon-gun
  - Cheorwon-gun
  - Hwacheon-gun
  - Yanggu-gun
  - Inje-gun
  - Goseong-gun
  - Yangyang-gun

### Chungcheongbuk-do

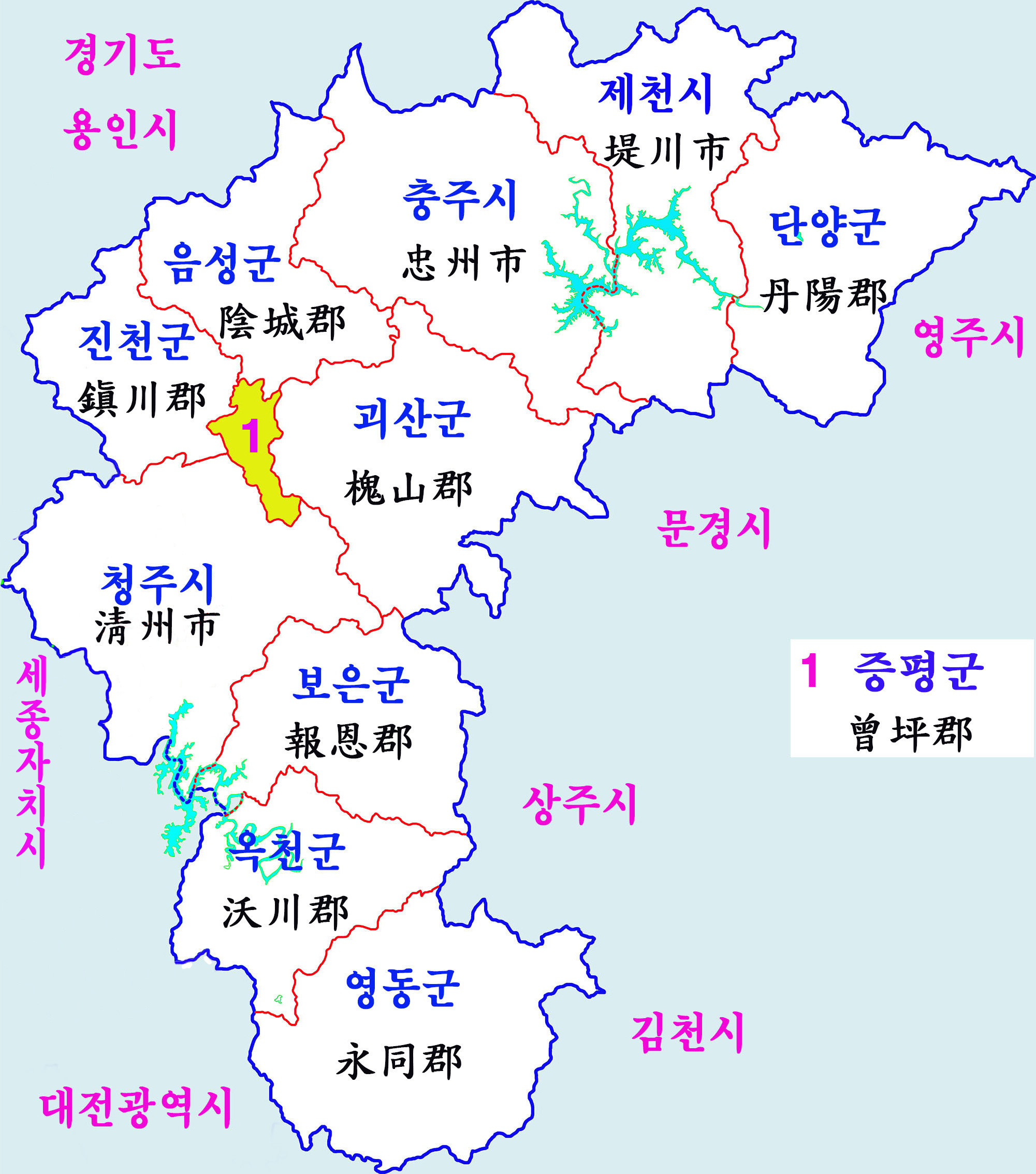

- Thành phố
  - Cheongju-si
    - Sangdang-gu
    - Heungdeok-gu
    - Seowon-gu
    - Cheongwon-gu

  - Chungju-si
  - Jecheon-si

- Huyện
  - Boeun-gun
  - Okcheon-gun
  - Yeongdong-gun
  - Jeungpyeong-gun
  - Jincheon-gun
  - Goesan-gun
  - Eumseong-gun
  - Danyang-gun

### Chungcheongnam-do

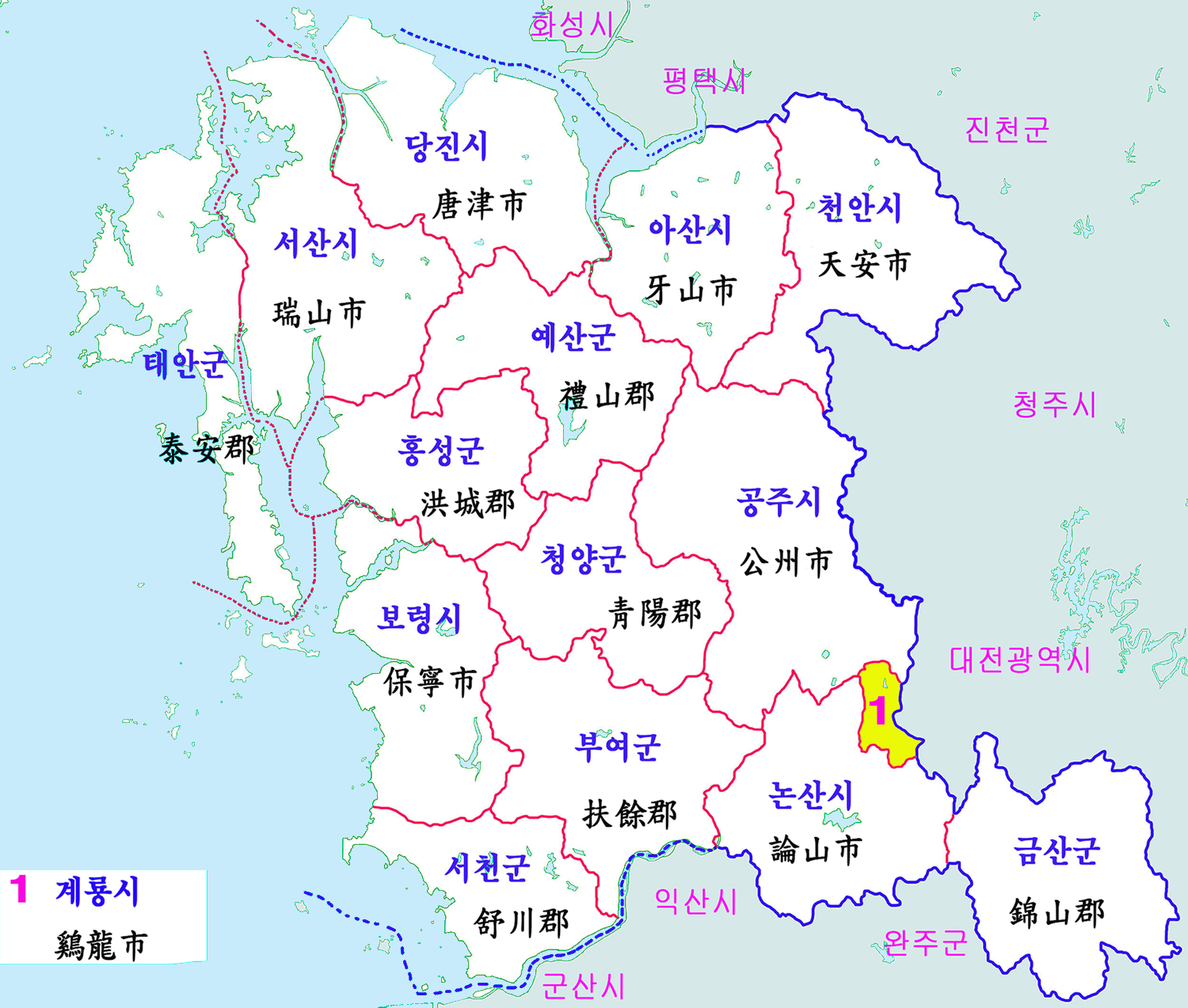

- Thành phố
  - Cheonan-si
    - Dongnam-gu
    - Seobuk-gu

  - Gongju-si
  - Boryeong-si
  - Asan-si
  - Seosan-si
  - Nonsan-si
  - Gyeryong-si
  - Dangjin-si

- Huyện
  - Geumsan-gun
  - Buyeo-gun
  - Seocheon-gun
  - Cheongyang-gun
  - Hongseong-gun
  - Yesan-gun
  - Taean-gun

### Jeollabuk-do

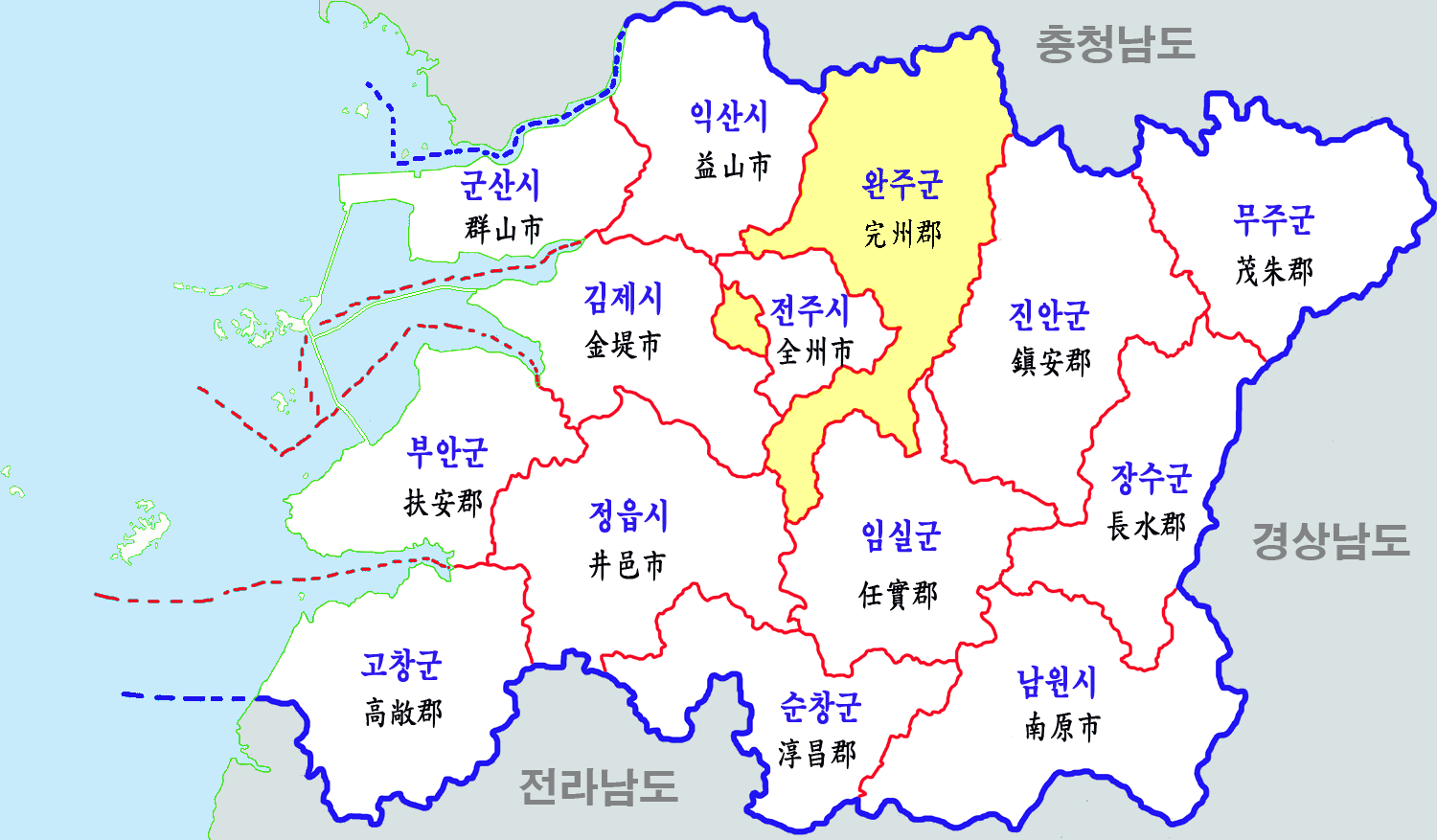

- Thành phố
  - Jeonju-si
    - Wansan-gu
    - Deokjin-gu

  - Gunsan-si
  - Iksan-si
  - Jeongeup-si
  - Namwon-si
  - Gimje-si

- Huyện
  - Wanju-gun
  - Jinan-gun
  - Muju-gun
  - Jangsu-gun
  - Imsil-gun
  - Sunchang-gun
  - Gochang-gun
  - Buan-gun

### Jeollanam-do

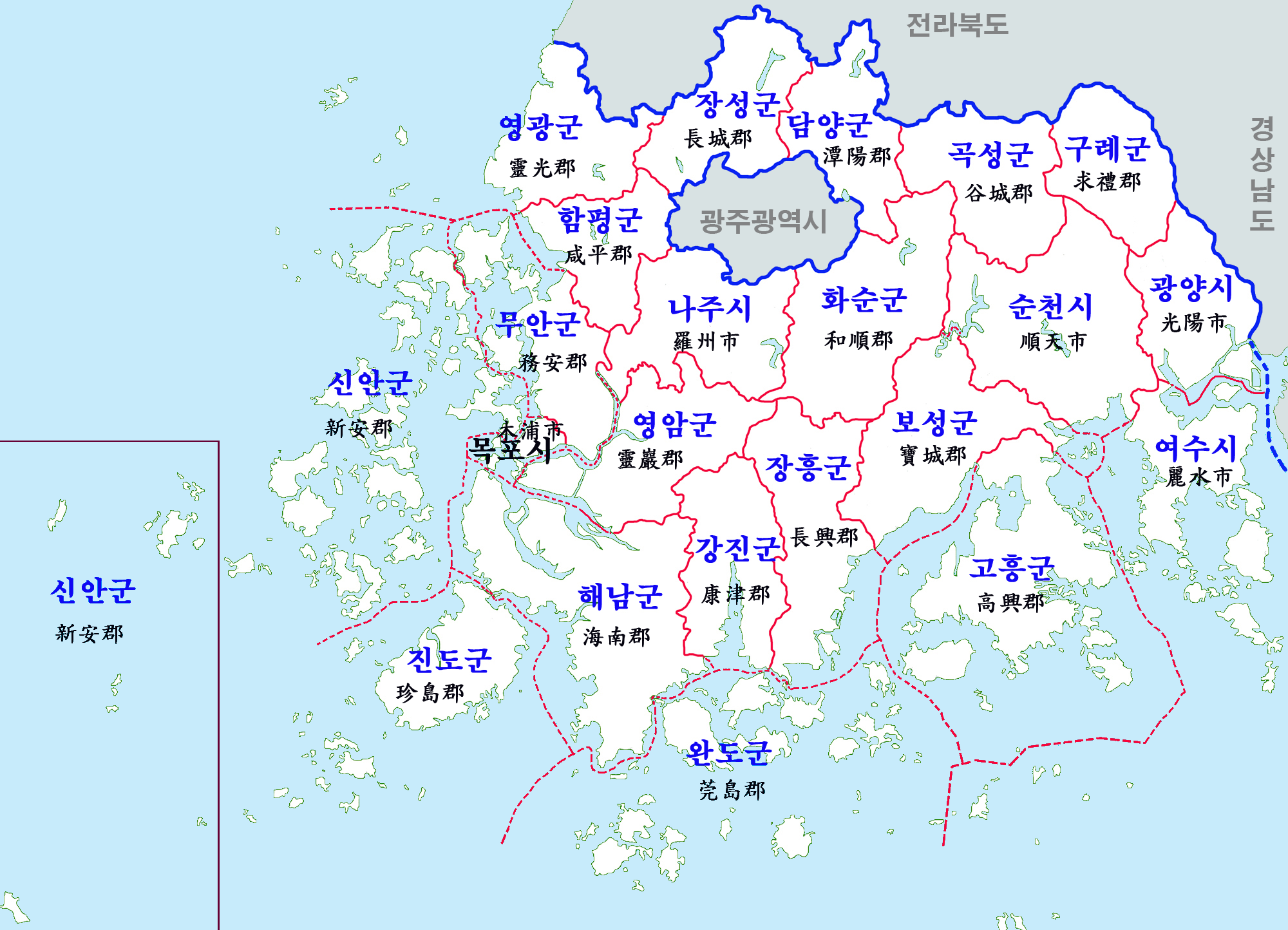

- Thành phố
  - Mokpo-si
  - Yeosu-si
  - Suncheon-si
  - Naju-si
  - Gwangyang-si

- Huyện
  - Damyang-gun
  - Gokseong-gun
  - Gurye-gun
  - Goheung-gun
  - Boseong-gun
  - Hwasun-gun
  - Jangheung-gun
  - Gangjin-gun
  - Haenam-gun
  - Yeongam-gun
  - Muan-gun
  - Hampyeong-gun
  - Yeonggwang-gun
  - Jangseong-gun
  - Wando-gun
  - Jindo-gun
  - Sinan-gun

### Gyeongsangbuk-do

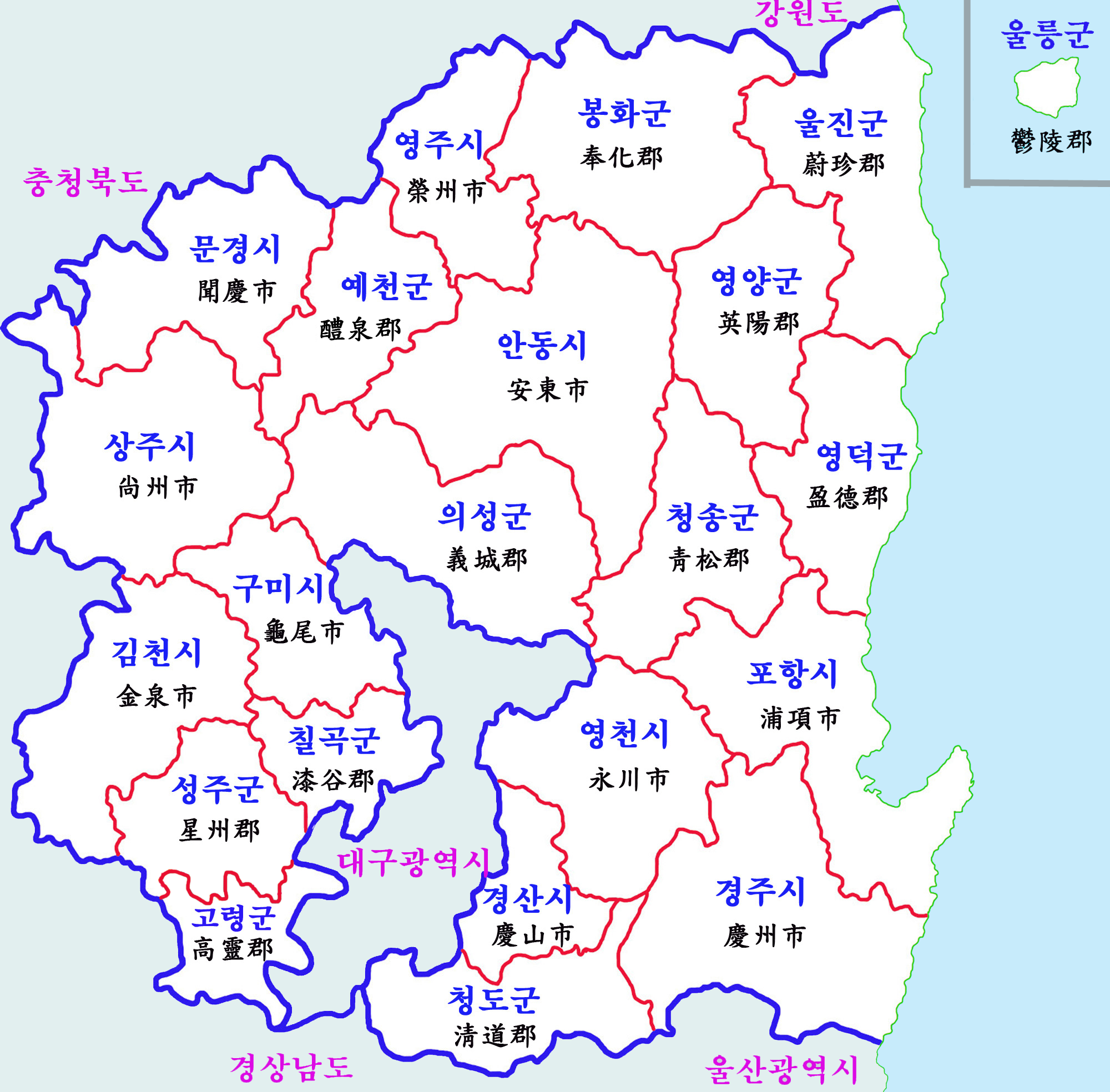

- Thành phố
  - Pohang-si
    - Nam-gu
    - Buk-gu

  - Gyeongju-si
  - Gimcheon-si
  - Andong-si
  - Gumi-si
  - Yeongju-si
  - Yeongcheon-si
  - Sangju-si
  - Mungyeong-si
  - Gyeongsan-si

- Huyện
  - Gunwi-gun
  - Uiseong-gun
  - Cheongsong-gun
  - Yeongyang-gun
  - Yeongdeok-gun
  - Cheongdo-gun
  - Goryeong-gun
  - Seongju-gun
  - Chilgok-gun
  - Yecheon-gun
  - Bonghwa-gun
  - Uljin-gun
  - Ulleung-gun

### Gyeongsangnam-do

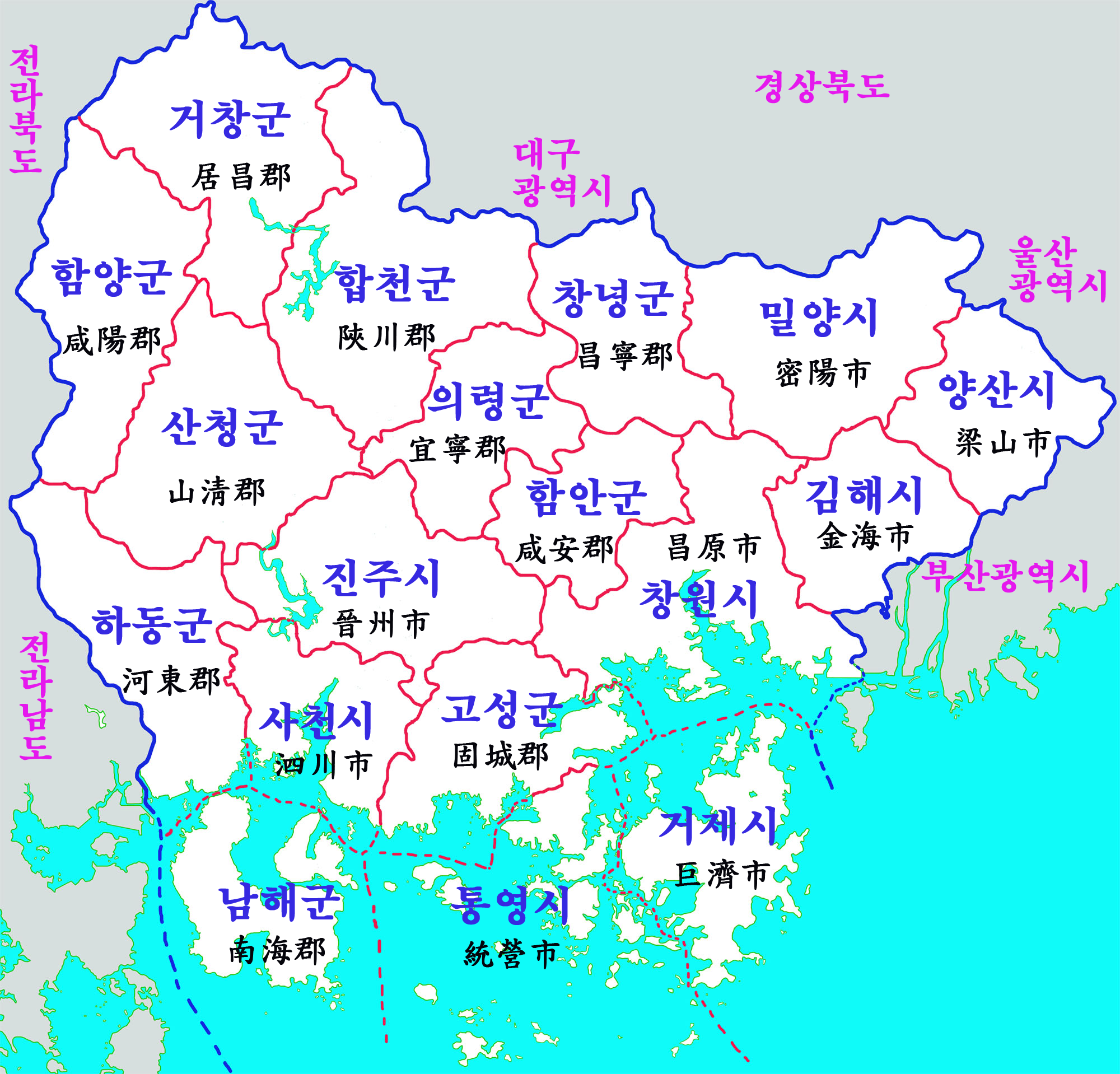

- Thành phố
  - Changwon-si
    - Uichang-gu
    - Seongsan-gu
    - Masanhappo-gu
    - Masanhoewon-gu
    - Jinhae-gu

  - Jinju-si
  - Tongyeong-si
  - Sacheon-si
  - Gimhae-si
  - Miryang-si
  - Geoje-si
  - Yangsan-si

- Huyện
  - Uiryeong-gun
  - Haman-gun
  - Changnyeong-gun
  - Goseong-gun
  - Namhae-gun
  - Hadong-gun
  - Sancheong-gun
  - Hamyang-gun
  - Geochang-gun
  - Hapcheon-gun

### Jeju

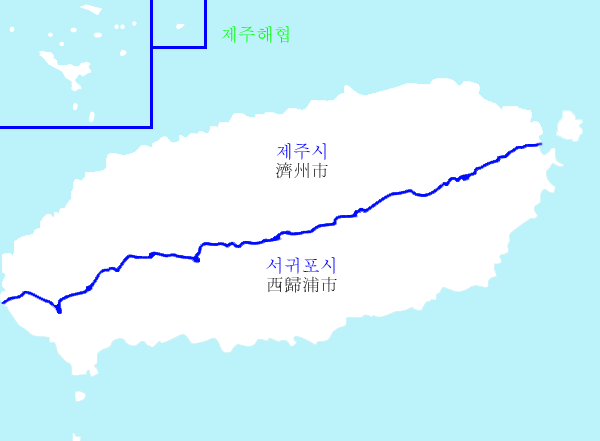

Tỉnh tự trị đặc biệt Jeju là chính quyền địa phương đô thị một cấp không có chính quyền địa phương cơ bản như một quận hành chính phụ. Các thành phố hành chính không phải là chính quyền địa phương cơ bản.
- Thành phố
  - Jeju-si
  - Seogwipo-si

## Cấp thứ hai
Ở cấp thứ hai có:

Bản đồ của tất cả các quận (gu), thành phố trực thuộc trung ương (si) và quận (gun) của các thành phố đô thị Hàn Quốc

- Thành phố (시; 市, si; thị) là các đơn vị nằm dưới các tỉnh. Đây là những đô thị có dân số ít nhất 150.000. Khi một huyện đạt mức dân số đó thì nó trở thành thành phố. Các thành phố với dân số hơn 500.000 (đó là: Suwon, Cheongju, Cheonan và Jeonju) được chia ra làm các quận và các quận được chia ra làm các phường; các thành phố với dân số nhỏ hơn 500.000 không có các quận mà được chia ra thành các phường.
- Huyện (군; 郡; gun; quận) là các đơn vị nằm dưới thành phố lớn và các tỉnh, là đơn vị hành chính địa phương cấp hai ở khu vực nông thôn. Các tỉnh và một số thành phố lớn đều có huyện. Một huyện có dân số ít hơn 150.000 (nhiều hơn mức yêu cầu của thành phố), có mật độ dân cư dày đặc hơn một quận, và có đặc điểm thôn quê hơn hai loại đơn vị kia. Các huyện được chia ra làm thị xã ("eup") (ấp) và thị trấn ("myeon") (diện).
- Quận (구; 區; gu; khu) là các đơn vị nằm dưới thành phố đặc biệt và thành phố lớn. Seoul, các thành phố lớn Gwangju và Daejeon và các thành phố Suwon, Cheongju và Jeonju được chia ra thành các quận, nhưng không có huyện. Các thành phố lớn Busan, Daegu, Incheon và Ulsan vừa có cả quận vừa có cả huyện. Chính quyền các quận đảm nhiệm nhiều chức năng của chính quyền đô thị như các chính quyền đô thị của các đơn vị khác. Quận ở Suwon, Cheongju, và Jeonju có ít quyền lực hơn quận ở Seoul và các thành phố lớn. Dưới quận là các phường ("dong").
- Ngoài ra ở cấp thứ hai này còn có loại đơn vị hành chính là thành phố hành chính nằm dưới tỉnh tự trị đặc biệt.

## Cấp thứ ba
Ở cấp thứ ba có:
- Phường (동; 洞; dong; động): là các đợn vị nằm dưới quận và thành phố. Dưới các phường có các cụm dân cư (統; thống), tổ dân phố (班; ban)
- Thị trấn (읍; 邑; eup; ấp) và xã (면; 面; myeon; diện): là các đơn vị nằm dưới thành phố hành chính và dưới các huyện. Dưới các thị trấn và xã là các thôn (리; 里; ri; lý).

Tuy nhiên, cụm dân cư, tổ dân phố và thôn không phải là các đơn vị hành chính chính thức.

## Lịch sử
Dù chi tiết của sự quản lý hành chính đã thay đổi đột ngột qua thời gian, nền tảng của chế độ hành chính 3 cấp như hiện nay đã được thực hiện dưới triều đại của vua Cao Tông năm 1895. Một hệ thống tương tự vẫn còn ở Triều Tiên.